# Барице (некропола)
Барице је некропола касног бронзаног доба, откривена 1955. у Горњој Ораховици, општина Грачаница у северној Босни и Херцеговини. Откопано је 38 гробова специфичног ритуса по којем су мртви спаљивани, ван некрополе, а изгореле кости сахрањиване су у плитким јамама, поклопљеним земљаним зделама. Неколико гробава садржало је и бронзани и ситни златни накит и керамичке посуде.
Некропола датира око 1250 до 110 година пре нове ере.
Касније је у северној Босни и Славонији откривено је више некропола са истим ритусом.